# Comuna Bilostok, Luțk
Bilostok (în ucraineană Білосток) este o comună în raionul Luțk, regiunea Volînia, Ucraina, formată din satele Bilostok (reședința) și Horzvîn.

## Demografie
Componența lingvistică a satului Bilostok
     Ucraineană (99,41%)
     Alte limbi (0,59%)
Conform recensământului din 2001, majoritatea populației satului Bilostok era vorbitoare de ucraineană (99,41%), existând în minoritate și vorbitori de alte limbi.